# Markus Maire
Markus Maire (* 23. Oktober 1970) ist ein ehemaliger Schweizer Steinstosser.

## Biografie
Maire wuchs in Plaffeien auf und arbeitet als Schreiner. Er ist 185 cm gross und wog in seiner aktiven Zeit als Athlet 115 kg.

## Erfolge
Er gewann zweimal das Steinstossen am Eidgenössischen Schwing- und Älplerfest, 2001 in Nyon und 2004 in Luzern. 1995 erreicht er den 2. Platz in Chur. 2006 gewann er die Highland Games in St. Ursen und das Steinstossen am Unspunnenfest in Interlaken.

## Rekorde
2004 am Eidgenössischen Schwing- und Älplerfest in Luzern, stiess Maire den 83,5 kg schweren Unspunnenstein 4,11 Meter weit und stellt damit einen neuen, bis heute gültigen Schweizerrekord auf.
2006 am Unspunnenfest in Interlaken, schaffte Maire mit 3,89 Metern einen neuen Unspunnen-Rekord.